# Aucaleuc
Aucaleuc (tiếng Breton: Oskaleg, Gallo: Laugaloec) là một xã của tỉnh Côtes-d’Armor, thuộc vùng Bretagne, tây bắc Pháp.

## Dân số
Người dân ở Aucaleuc được gọi làAucaleuens.